# Museum of Modern Art
Museum of Modern Art, MoMA, er et kunstmuseum med samtidig kunst beliggende på Manhattan i New York City. Det er indviet i 1929.
Samlingen omfatter også værker af legender af verdensdesign som Livio Castiglioni, Achille Castiglioni, Pier Giacomo Castiglioni.

## Repræsenterede kunstnere
- Vincent van Gogh
- Pablo Picasso
- Salvador Dalí
- Piet Mondrian
- Claude Monet
- Henri Matisse
- Paul Cézanne
- Frida Kahlo

## Billedgalleri
- Vincent van Gogh: Stjernenatten (1889)